# Shane Filan
Shane Steven Filan (* 5. července 1979 Sligo) je irský zpěvák a skladatel. Je jedním ze dvou vedoucích zpěváků popové vokální skupiny Westlife, která byla vytvořena v roce 1998. Filan byl fanouškem Michaela Jacksona jako dítě a tvrdil, že ho zpěvák inspiroval k výkonu hudební kariéry. Před Westlife studoval obchod a účetnictví. S Westlife vydal dvanáct alb, pustil se do třinácti světových turné a získal několik cen. Filan vydal tři sólová alba: You and Me (2013), Right Here (2015) a Love Always (2017). Objevil se šestnáctkrát v britských žebříčků Singles Chart, což z něj dělá jedním z nejúspěšnějších irských hudebních umělců v Británii. S jeho manželkou, Gillian Walsh, má tři děti: dceru Nicole Rose (narozenou 23. července 2005) a syny Patricka Michaela (narozeného 15. září 2008) a Shane Peter (narozeného 22. ledna 2010).